# إيمان عز الدين
إيمان عز الدين (28 فبراير 1977-) إعلامية مصرية.

## حياتها ومشوارها المهني
بدأت علاقتتها بالإعلام منذ الصغر حيث شاركت في العديد من أغاني الأطفال، وقدمت تجربة على التلفزيون المصري وعمرها 12 عاماً تقريباً استمرت فيه لمدة عامين ثم انشغلت بعد ذلك بالدراسة في المرحلة الثانوية، وعندما حصلت على مجموع مرتفع التحقت بكلية الهندسة تحقيقاً لرغبة أهلها على الرغم من أنها كانت ترغب في الالتحاق بكلية الإعلام ، خلال دراستها بالكلية سافرت إلى إيطاليا خريجة فنون جميلة كلية العمارة، كمل درست الستايلنج وفنون الماكياج خلال عملها في روما حيث كان والدها يعمل كمدير مالي لشركات الشيخ صالح كامل

### إنطلاقتها مع شبكة راديو وتلفزيون العرب
كانت من أوائل الملتحقين ب شبكة راديو وتلفزيون العرب عندما بدأت البث عام 1993 ، كان وقتها لا توجد أية قنوات فضائية في العالم العربي، وعملت في كل شيء، حتى اكتشفتها الإعلامية الراحلة همت مصطفى التي تولت تدريبها بنفسها، حيث كانت تعمل في الشبكة بعد حصولها على التقاعد من التلفزيون المصري، وكان لديها قناعة بأنها تصلح لتكون مذيعة على الرغم من أن عمرها لم يتجاوز السابعة عشر عاماً، وخلال أحد المرات كان من المفترض أن تكون موجودة زميلتها اللبنانية نادين فلاح لتقديم البرنامج الذي يبث على الهواء لكنها تغيبت لسفرها لبلدها وتأخرها في العودة بسبب عطل في الطائرة، وقامت باختيارها لتكون مكانها قدمت خلالها البرنامج لمدة ساعتين كانت تسمع دقات قلبها تتصاعد تدريجيا، وبعد ذلك اختارتها لتصبح واحدة من ثلاثة مذيعات أساسيات في القناة هن إيمان واللبنانيتين جومانا بو عيد ونادين فلاح لتقدم برنامج الألعاب الأوائل تكسب يوميا على الهواء مباشرة على قناة art المنوعات  art1 أو القناة العامة
كما قدمت برنامج كلام اليوم على art المنوعات
كانت أول مذيعة قامت بتقديم نشرة  الأخبار الرياضية على شاشة art الرياضية art2 .خلال هذه الفترة كانت تواصل الدراسة في مصر حتى حصلت على البكالوريس في سبع سنوات بعد اعتذارها عن دخول الامتحان لعامين وكانت تتنقل بين القاهرة وإيطاليا عملت في شبكة شبكة راديو وتلفزيون العرب سبعة سنوات حتى مطلع العام 2000 

### عملها في الإعلام المصري
عادت بعدها إلى مصر وبدأت بالتلفزيون المصري في قناة البحث العلمي المتخصصة وأول خطوة للوصول للعمل في قطاع الاخبار وطلبت من الأدارة تقديم نشرات الأخبار وتم الموافقة على طلبها، كما عملت مراسلة لبرنامج صباح الخير يا مصر وبعد عشرة سنوات تركت التلفزيون المصري .
متوجهتا إلى قناة اون تي في وقدمت برنامج صباح أون مع الإعلامي يوسف الحسيني لمدة ثلاثة سنوات.
انتقلت عام 2014 إلى قناة التحرير حيث قدمت برنامجي الشعب يريد  و بصراحة   ، حطت رحالها بعد ذلك في قناة تن المصرية التي تم افتتاحها عام 2015 لتقدم نفس البرنامج.
انتقلت للعمل في قناة الحياة 2 المصرية حيث قدمت برنامج مفتاح الحياة سنة 2015 غابت عن الشاشة لمدة خمسة سنوات بعد حادث تعرضت له وخضعت لثماني عمليات وسافرت إلى الولايات المتحدة الأمريكية وألمانيا للعلاج ،في سبتمبر أعلن عودتها من خلال برنامج الستات ما بيعرفوش يكدبوا على قناة سي بي سي المصرية
بمشاركة منى عبد الغني وهبة الأباصيري